# Rimski spomenici u Orangeu
Rimski spomenici u Orangeu u dolini Rone (južna Francuska) su prije svega rimsko kazalište s okolicom i slavoluk antičkog rimskog grada Arauzija (Colonia Julia Secundanorum Arausio), osnovanog 40. pr. Kr., koji su upisani na UNESCOv popis mjesta svjetske baštine u Europi 1981. godine. 

## Rimsko kazalište
Rimsko kazalište u Orangeu (fr:Théâtre antique d'Orange) je jedno od najbolje očuvanih od svih antičkih rimskih kazališta, koje je danas u općinskom vlasništvu i mjesto ljetnjeg opernog festivala Chorégies d'Orange. Nalazi se u Orangeu, antičkoj koloniji Arausio, a izgrađeno je u 1. stoljeću.
Kazalište je igralo važnu ulogu u životu građana, ne samo kao mjesto zabave, nego i kao način širenja rimske kulture u kolonijama, ali i način svraćanja pozornosti s političkih aktivnosti. Zato je ulaz bio besplatan svima. Mimika, pantomima, čitanje poezije i i “attelana” (oblik farse poput Commedia dell’Arte) su bili glavni oblici zabave, a u nekom obliku su sačuvani do današnjih dana. Običan puk je osobito uživao u predstavama sa specijalnim efektima, za što je bila potrebna složena kazališna mašinerija.
Kako je opadala moć Carstva u 4. stoljeću, kršćanstvo je već postalo službenom vjerom i kazalište je zatvoreno 391. godine jer ga je Crkva doživljavala kao mjesto neciviliziranih spektakala. Dugo je kazalište bilo potpuno napušteno, opljačkano od strane Vizigota i rabljeno kao obrambena postaja u srednjem vijeku. Tijekom vjerskih ratova u 16. stoljeću (Tridesetogodišnji rat) bilo je izbjegličkim kampom (zbjegom).
- Panorama kazališta
- Pogled na scenu i sjedališta
- Operna predstava Les Chorégies
- Friz kentaura
- Novi natkrov scene

## Slavoluk
Monumentalni slavoluk u Orangeu (francuski, Arc de triomphe d'Orange) je rimski slavoluk za kojega se vjeruje kako je izgrađen za cara Augusta, o čemu govori i natpis na slavoluku
Izgrađen je na bivšoj cesti (Via Agrippa) u slavu veterana galskih ratova i II. Augustove legije, no kasnije ga je obnovio car Tiberije u slavu pobjeda Germanicusa nad germanskim plemenima u rajnskoj oblasti. Luk sadrži natpis posvećen caru Tiberiju iz 27. godine.
Luk je izgrađen od velikih blokova vapnenca bez veziva s tri luka od kojih je središnji viši. Cijela građevina je duga 19,57 metara, široka 8,40 i visoka 19,21 m. Na svakoj fasadi se nalaze četiri korintska polustupa. Ovaj luk je najstariji primjer ovakve gradnje koje je kasnije kopirana na slavoluku Septimija Severa i Konstantinovom slavoluku.
Na sjevernom (vanjskom) pročelju, arhitrav i vijenac su uvućeni kako bi se umetnuo brončani natpis koji je danas izgubljen. Luk je ukrašen različitim reljefima vojnih motiva, uključujući pomorske bitke, ratnim plijenom i Rimljana u boju protiv Germana i Gala. Prepoznatljiv je pješak koji nosi štit II. Augustove legije na sjevernom reljefu.
Luk je u srednjem vijeku korišten kao utvrđena sjeverna vrata grada. Arhitekt Augustin Caristie je proučavao slavoluk i pokrenuo je restauraciju 1850ih.